# Brad Davis
Robert Creel Davis (Tallahassee, Florida, 6 de noviembre de 1949-Los Ángeles, California, 8 de septiembre de 1991), más conocido como Brad Davis, fue un actor de televisión, cine y teatro estadounidense.

## Biografía
Sus padres pertenecían a una familia acomodada, descendientes del presidente de los Estados Confederados de América durante la guerra civil, Jefferson Davis. Su hermano, Gene Davis, también es actor.
A la edad de diecisiete años, ganó un concurso de talentos musicales y trabajó algún tiempo en un teatro de Atlanta, antes de mudarse a la ciudad de Nueva York. Allí se inscribió en la American Academy of Dramatics Arts. Actuó posteriormente en piezas teatrales de off-Broadway.
Realizó su primer papel en la película para televisión Sybil (1976), del director Daniel Petrie, junto con Joanne Woodward y Sally Field. Al año siguiente participó en la serie de TV Raíces. En 1978 protagonizó el filme Midnight Express, que lo hizo saltar a la fama y ganar el Globo de Oro a nueva estrella del año.
Continuó actuando en películas hasta 1991. Entre ellas destacan Chariots of Fire (Carros de fuego) y Querelle, esta última del director Rainer Werner Fassbinder. Su última aparición fue un cameo en la película The Player, del director Robert Altman, donde se interpretó a sí mismo.
Enfermo a causa del VIH, falleció el 8 de septiembre de 1991 en la ciudad de Los Ángeles, California. Una biografía escrita en 1997 por su viuda, Susan Bluestein, afirma que Brad Davis no era homosexual y que, si bien consumía cocaína, no era adicto a la heroína. Otras fuentes indican que era bisexual. Tiempo después, la misma Susan reveló que en realidad no murió de sida, sino que por suicidio asistido por sobredosis de fármacos.

## Filmografía
| Año  | Título                            |
| ---- | --------------------------------- |
| 1992 | The Player                        |
| 1991 | Child of Darkness, Child of Light |
| 1991 | Hangfire                          |
| 1990 | The Plot to Kill Hitler           |
| 1990 | Ultraje a la razón                |
| 1989 | Rosalie va de compras             |
| 1987 | Heart                             |
| 1987 | Cuando llegue el momento          |
| 1986 | Vengeance: The Story of Tony Cimo |
| 1982 | Querelle                          |
| 1981 | Chariots of Fire                  |
| 1980 | A Rumor of War                    |
| 1978 | Midnight Express                  |
| 1977 | Roots                             |
| 1976 | Sybil                             |
| s/d  | Encuentro mortal                  |
| s/d  | Complot en Berlín                 |
| s/d  | A Rumor of War 2                  |

## Premios y nominaciones

### Globos de Oro
| Año  | Categoría              | Trabajo nominado | Resultado |
| ---- | ---------------------- | ---------------- | --------- |
| 1978 | Mejor actor - Drama    | Midnight Express | Candidato |
| 1978 | Nueva estrella del año | Midnight Express | Ganador   |

### Premios BAFTA
| Año  | Categoría          | Trabajo nominado | Resultado |
| ---- | ------------------ | ---------------- | --------- |
| 1978 | Mejor actor        | Midnight Express | Candidato |
| 1978 | Estrella emergente | Midnight Express | Candidato |